# Ugrupowanie
Ugrupowanie wojsk – celowe i zgodne z zamiarem przewidywanej lub prowadzonej walki, bitwy i operacji rozmieszczenie pododdziałów, oddziałów i związków taktycznych w ustalonych odstępach i odległościach, frontem w określonym kierunku, zapewniające optymalne wykorzystanie możliwości taktyczno - operacyjnych i bojowych oraz współdziałanie rodzajów wojsk i sił zbrojnych dla osiągnięcia zamierzonych celów i wykonania zadań przy minimalnych stratach własnych.
Ugrupowanie w musztrze – to ustawienie żołnierzy, pododdziałów i oddziałów pieszych lub z pojazdami w szyku odpowiednim do wykonania określonych frontem w jednym kierunku, w nakazanym szyku, w odstępach określonych w regulaminie lub w rozkazie dowódcy. Pododdziały przyjmują je w czasie wystąpień służbowych oraz uroczystości wojskowych i państwowych. W ugrupowaniu mogą być stosowane różne szyki.

## Rodzaje ugrupowania wojsk
Ugrupowanie operacyjne
Celowe i zgodne z zamiarem dowódcy rozmieszczenie przed operacją i w toku operacji związków taktycznych różnych rodzajów wojsk oraz sił wchodzących organicznie w skład związku operacyjnego zapewniające optymalne wykorzystanie ich możliwości taktyczno-operacyjnych i bojowych oraz współdziałanie dla wykonania poszczególnych zadań i osiągnięcia końcowego celu operacji przy jak najmniejszych stratach własnych.
Ugrupowanie bojowe
Uszykowanie i rozmieszczenie sił i środków w terenie odpowiednio do celów walki. Zapewnia  wykorzystanie możliwości bojowych oddziałów, skupienie wysiłku w odpowiednim miejscu w określonym czasie, rażenie przeciwnika na całą głębokość zadania bojowego i możliwość skutecznego odpierania jego uderzeń oraz utrzymanie współdziałania i łatwość dowodzenia. Może składać się z kilku rzutów i odwodów. W jego składzie występują też stałe elementy: oddziały i pododdziały artylerii, przeciwlotnicze, rozpoznania i walki radioelektronicznej oraz działań psychologicznych, stanowiska dowodzenia, oddziały i pododdziały oraz urządzenia logistyczne, a także odwody specjalne rodzajów wojsk.
Ugrupowanie przedbojowe
Uszykowanie oddziałów do przemieszczania w kolumnach rozwiniętych wzdłuż i w głąb frontu, w celu skrócenia czasu rozwijania w ugrupowanie bojowe. Zapewnia sprawne rozwijanie wojsk w ugrupowanie bojowe, szybkie pokonywanie stref zapór, minimalizuje skutki oddziaływania przeciwnika. takie uszykowanie wojsk powinno zapewnić zmniejszenie ich wrażliwości na ogień artylerii, lotnictwa; szybkie i sprawne pokonywanie stref skażeń i zniszczeń; wejście do walki wprost z marszu i prowadzenie walki przy słabym oporze nieprzyjaciela.
Ugrupowanie marszowe
Składa się z kolumn sformowanych w celu przemieszczania wojsk w formie marszu. Zapewnia ono szybkie i sprawne wykonanie, rozwinięcie w ugrupowanie przedbojowe i bojowe, jak najmniejszą wrażliwość na uderzenia przeciwnika, szczególnie lotnictwa i broni precyzyjnej oraz utrzymanie ciągłości dowodzenia. Stwarza warunki do osiągnięcia nakazanych rejonów, rubieży lub obiektów w określonym czasie z zachowaniem gotowości do realizacji zadań bojowych. Mogą być wykonywane również przemieszczenia wojsk z jednego kierunku działań na inny oraz pościgi. Ugrupowanie marszowe tworzą: ubezpieczenie marszowe, elementy rozpoznawcze, kolumny sił głównych oraz kolumny pododdziałów logistycznych. Między ubezpieczeniem marszu i między kolumnami marszowymi zachowuje się odległości i odstępy, zapewniające bezpieczeństwo, manewr, swobodę ciągłego i sprawnego marszu, szybkie rozwinięcie się i przyjęcie ugrupowania bojowego lub zatrzymanie; wejście do rejonu ześrodkowania lub wprowadzenie do bitwy; ciągłe dowodzenie i bojowe zabezpieczenie działań.